# Johanneskirche (Neudorf)

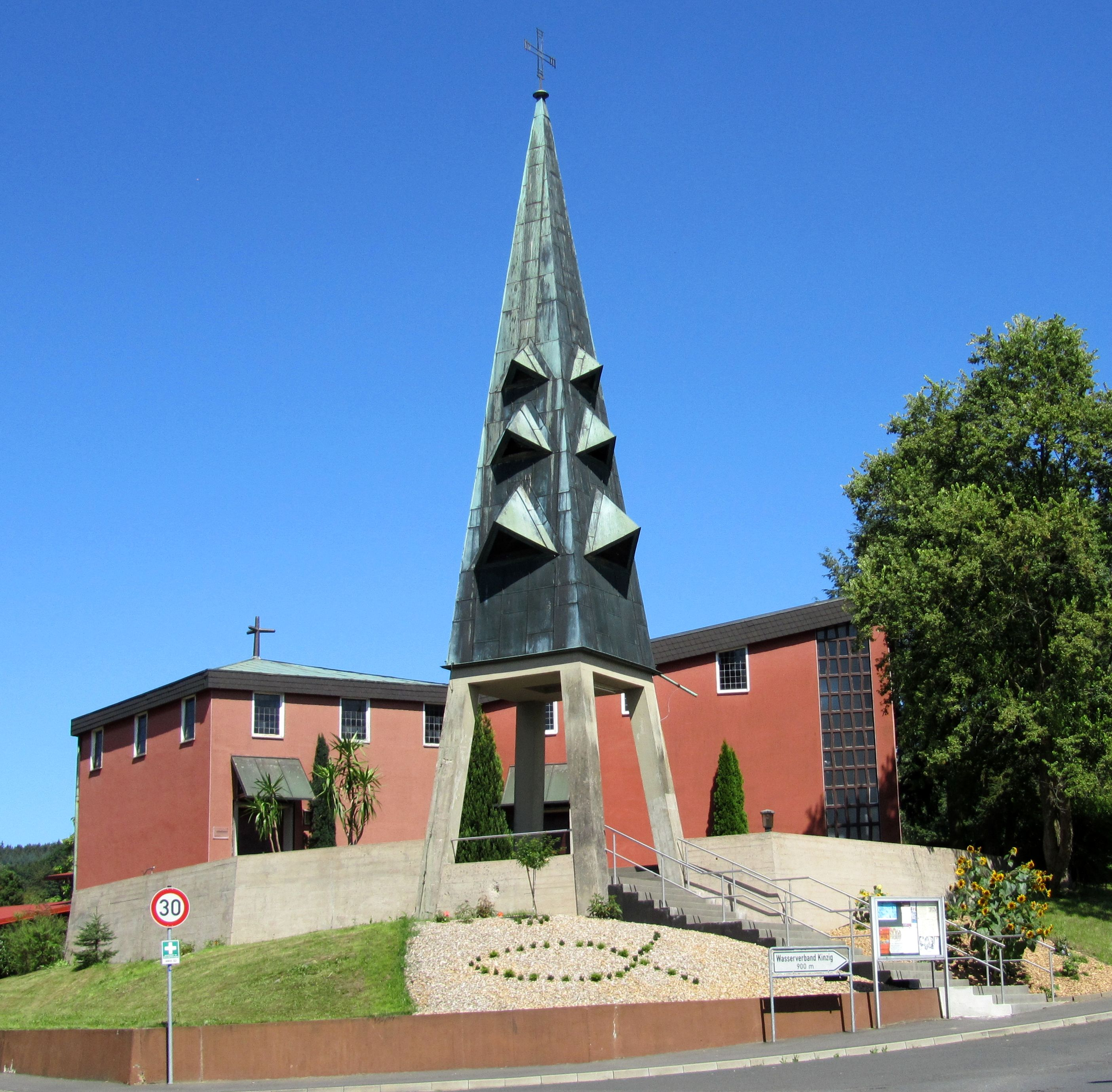
Außenansicht (2010)

Die Johanneskirche in Neudorf, einem Stadtteil von Wächtersbach im Main-Kinzig-Kreis, (Hessen), ist eine Simultankirche. Sie besteht aus zwei getrennten Teilen unter einem gemeinsamen Dach. Der evangelische Teil gehört zur Kirchengemeinde Wächtersbach im Kirchenkreis Kinzigtal im Sprengel Hanau-Hersfeld der Evangelischen Kirche von Kurhessen-Waldeck. Der römisch-katholische Teil ist der Pfarrgemeinde St. Martin Bad Orb im Bistum Fulda zugehörig.

## Geschichte
Vor dem Bau der Kirche mussten die Gläubigen beider Konfessionen aus Neudorf zum Gottesdienst in die katholische Kirche nach Aufenau gehen, die bis zum Bau der 2023 entwidmeten evangelischen Martin-Luther-Kirche als Simultankirche genutzt wurde. Bei Hochwasser war der Weg dorthin oft beschwerlich oder unpassierbar. Daher gab es schon seit Jahrzehnten den Wunsch nach einer eigenen Kirche in Neudorf.
Am 1. August 1958 zog ein schwerer Sturm durch das Kinzigtal. Als Dank für die Verschonung vor größeren Schäden beschloss die Gemeinde Neudorf, eine Kirche zu bauen. Sie stellte dafür Bauland, Rundholz und 50.000 DM aus dem Verkauf von Sturmholz zur Verfügung.
Nach Zustimmung der kirchlichen Behörden wurde am 15. Mai 1959 der Bau einer Doppelkirche mit zwei getrennten Kirchenräumen, einer Leichenhalle und einem separaten Glockenturm beschlossen. Die Planung übernahm Landeskirchenbaurat Hans A. Maurer (1900–1979) aus Kassel.

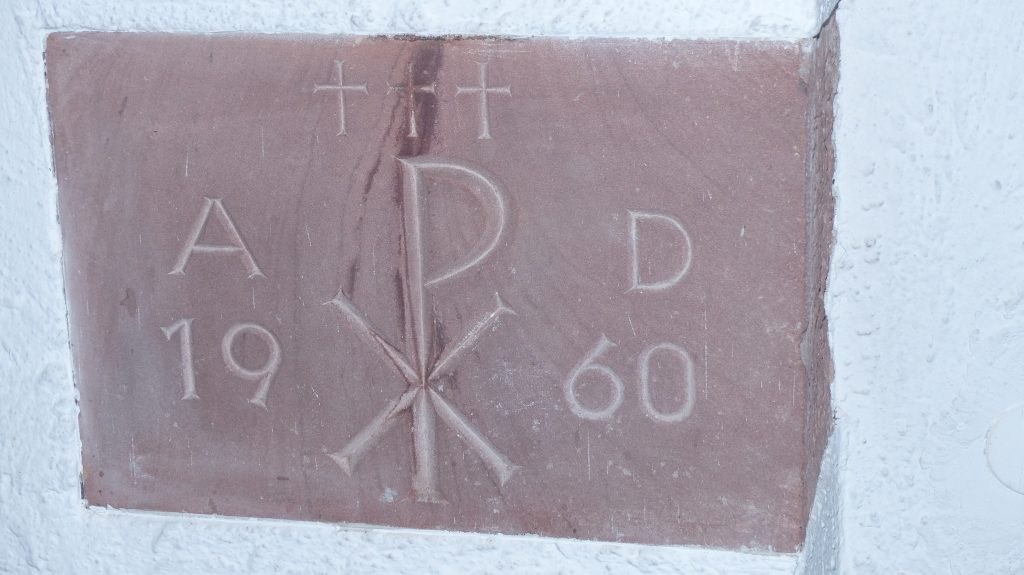
Kath. Grundstein (1991)

Die Grundsteinlegung erfolgte am 28. Oktober 1960 für den katholischen Teil durch Pfarrer Georg Hauck und am 30. Oktober für den evangelischen Teil durch Pfarrer Friedrich Malkemus. Am 13. Mai 1962 wurde die Kirche in einem feierlichen ökumenischen Gottesdienst eingeweiht. Sie erhielt den Namen Johanneskirche.
Im Jahr 1978 erfolgte eine erste größere Renovierung, bei der die ursprünglich verfugten Außenwände einen farbigen Putz erhielten. 1999 wurden umfangreiche Arbeiten im Innenbereich durchgeführt. Ehrenamtliche strichen die Innenräume neu. Im katholischen Bereich wurden neue Fenster eingebaut, und im evangelischen Teil wurde die Treppe zur Empore abgeschliffen und neu versiegelt.
2005 konnte dank eines Zuschusses der Stadt Wächtersbach im Rahmen der Ortserneuerung eine Überdachung der Parkplatzfläche im hinteren Kirchenbereich realisiert werden. Dies schuf einen Wetterschutz für Trauergemeinden bei Beerdigungen. 2010 erfolgten Arbeiten zur Verschönerung des Außenbereichs. Ehrenamtliche rodeten wilden Bewuchs, reinigten die Stützmauern und gestalteten die Böschung neben der Freitreppe neu. 2011 wurden Frostschäden an der Freitreppe und Betonabplatzungen am Kirchturm in Eigenleistung behoben.
2012 feierte die Gemeinde das 50-jährige Jubiläum der Kirche mit einem großen Fest. Im selben Jahr wurde der Fußboden im evangelischen Kirchenraum erneuert, um Stolperstellen zu beseitigen. In den folgenden Jahren wurde die Barrierefreiheit verbessert. Im Rahmen des Dorferneuerungsprogramms entstand eine Rampe vom Bürgersteig zum Kirchenvorplatz, die auch einen ebenerdigen Zugang zum Friedhof ermöglichte.
2018/19 erfolgte eine umfassende Neugestaltung des Kirchenvorplatzes. In weitgehender Eigenleistung wurde der gesamte Platz gepflastert, Stolperstellen an den Eingängen beseitigt und die Entwässerung verbessert. Die feierliche Einweihung des neu gestalteten Vorplatzes fand am 5. Mai 2019 im Rahmen eines ökumenischen Gottesdienstes statt.

## Architektur

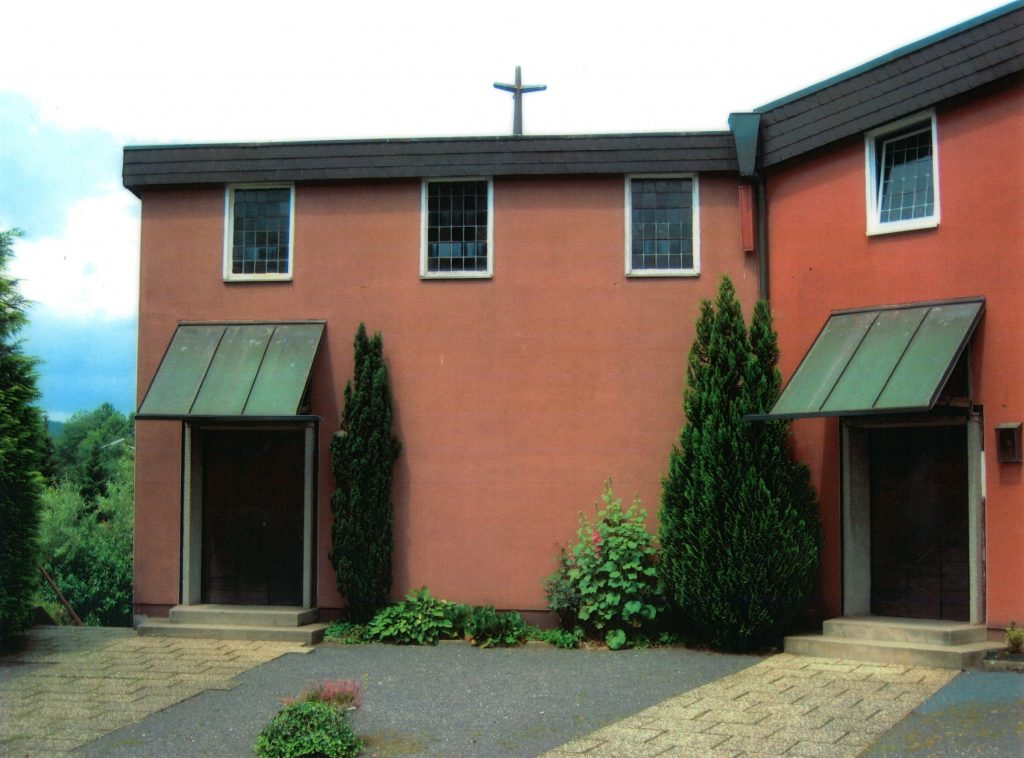
Beide Eingänge (2007)

Die Kirche besteht aus zwei eigenständigen Kirchenräumen unterschiedlicher Größe unter einem gemeinsamen Dach. Der evangelische Raum hat einen fünfeckigen Grundriss und schließt in einem stumpfen Winkel an den rechteckigen katholischen Raum an. Ein sichtbarer Betonringanker umschließt als verbindendes Element das gesamte Gebäude. Beide Schiffe sind im flachen Winkel zueinander geneigt. Das Dach ist mit Holz konstruiert und innen mit französischer Kiefer verkleidet. Die Böden sind mit Spaltklinker ausgelegt.
Unter dem evangelischen Kirchenraum befindet sich die Leichenhalle. 
Über eine Freitreppe unter dem campanileartigen Glockenturm gelangen die Kirchenbesucher zum erhöhten Kirchplatz. Eine Betonmauer sichert den erhöhten Stand der Kirche zur Straße hin ab.

## Ausstattung

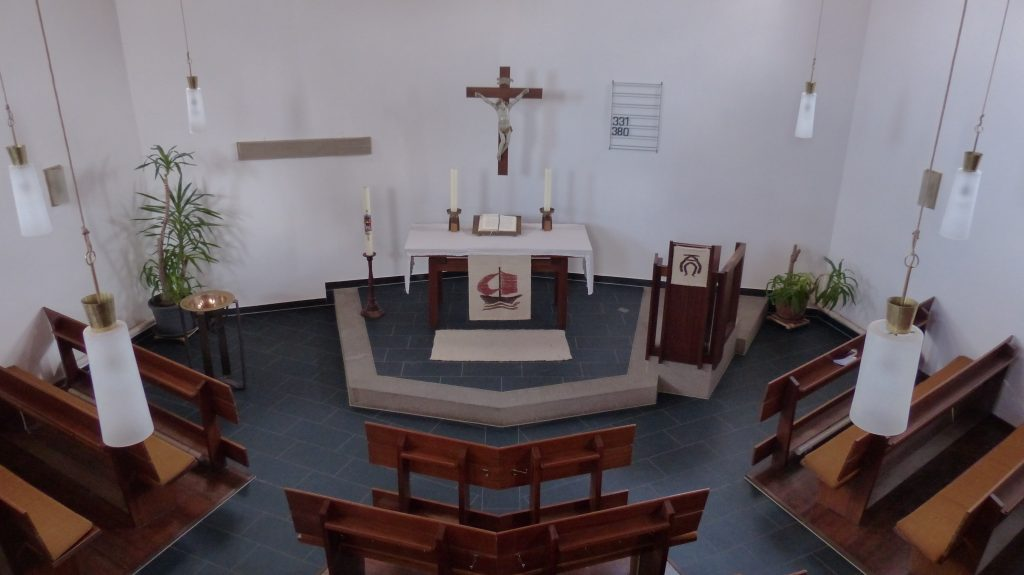
Evangelischer Kirchenraum (2017)

### Evangelischer Kirchenraum
Im evangelischen Kirchenraum wurde 2012 ein neuer dunkler Fliesenboden verlegt. Außerdem hängt über dem Altar ein barockes Kreuz. Rechts neben dem Altar steht der Ambo. Die unteren Bänke sind in drei Sitzgruppen aufgeteilt. Eine Empore, auf welcher die Orgel installiert wurde, ist ebenfalls vorhanden.

### Katholischer Kirchenraum
Der Holzaltar, Ambo und Tabernakelstele wurden von einem langjährigen Küster gefertigt. An den Innenwänden befinden sich Kreuzweg-Station. Außerdem ist eine Kreuzigungsgruppe aus Oberammergau vorhanden, welche über dem Altar hängt.

## Orgel

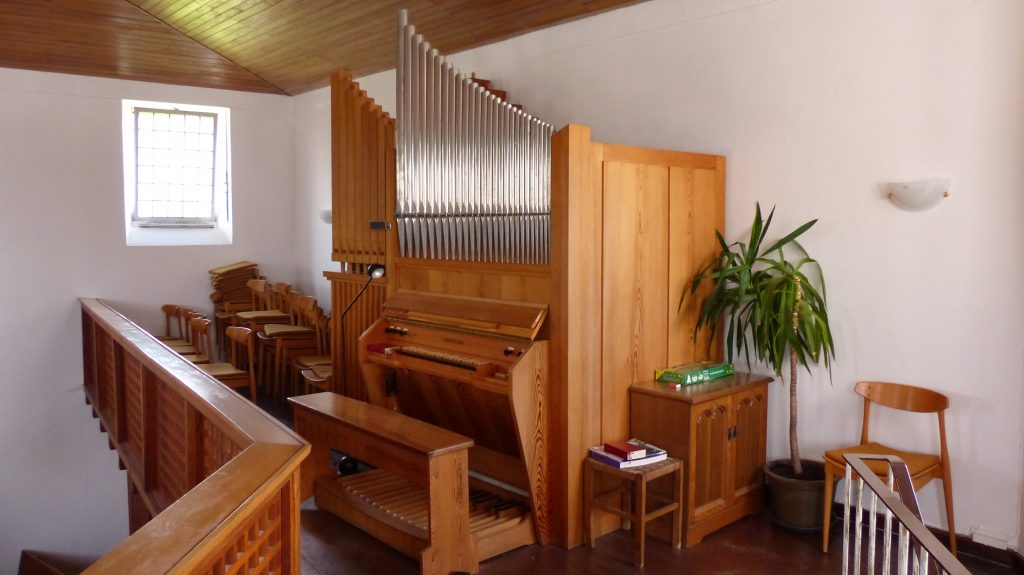
Bosch-Orgel (2013)

Für den evangelischen Kirchenraum wurde 1963 eine fünfregistrige Orgel von der Orgelbaufirma Werner Bosch aus Niestetal gebaut. Die Finanzierung erfolgte durch Zuschüsse der Landeskirche und der Gemeinden des damaligen Sprengels Hanau.
| I Manualwerk C–f3 |       |
| Gedackt           | 8′    |
| Principal         | 4′    |
| Blockflöte        | 2′    |
| Mixtur II-III     | 1 ⁄3′ |

| Pedal C–f1 |     |
| Subbass    | 16′ |

- Koppel: I/P

Im katholischen Raum stand zunächst nur ein Harmonium, das später durch eine elektronische Orgel ersetzt wurde.

## Glocken
Der freistehende Glockenturm beherbergt ein Vierergeläut, das 1960 von der Glockengießerei Rincker in Sinn gegossen wurde:
1. Große Glocke (Gebetsglocke), Ton c″, Inschrift: „Bittet, so werdet ihr nehmen, daß eure Freude vollkommen sei“
2. Mittlere Glocke, Ton d″, Inschrift: „Niemand kommt zu Gott denn durch mich“
3. Kleine Glocke, gestiftet von der Firma Varta Plastic, Inschrift: „So wir uns untereinander lieben, so bleibt Gott in uns“
4. Totenglocke, Ton f″, Inschrift: „Ich bin die Auferstehung und das Leben“